# 若林敬順
若林 敬順（わかばやし けいじゅん）は、江戸時代後期の医師。町医者だったが、将軍徳川家治の危篤に際し一時幕府医官となった。

## 略歴
医術に巧みなところから、天明4年（1784年）12月1日、将軍家治に拝謁し、お目見得医師の一員となる。
天明6年（1786年）8月16日、将軍家治の急病により日向陶庵とともに登城を命じられ、同月19日には奥医師（禄200俵）に任じられた。しかし敬順の調薬は却って家治の病状を悪化させたため、翌20日、奥医師大八木伝庵に交代した。25日に家治は薨去し、敬順は28日に改易され町医者に戻った。また敬順と日向陶庵を登用した田沼意次にも非難が集中し、意次失脚の一員となった。